# Comte
Pour les articles homonymes, voir Comte (homonymie) et Comtesse (homonymie).

Représentation héraldique de la couronne de comte, en France.

Comte (du latin comes, comitis « compagnon, personne de la suite », puis plus tard « compagnon de l'empereur, délégué de l'empereur ») est un titre de noblesse dont l'origine remonte aux premiers empereurs romains. Il s'agit du plus ancien titre de haute noblesse conféré en Europe et toujours l'un des plus élevés de la hiérarchie nobiliaire européenne. L'équivalent féminin du titre nobiliaire de comte est le titre de comtesse.

Représentation héraldique de la couronne de comte et pair de France.

En France, sous l'Ancien Régime, la dignité des titres dépendait de leur ancienneté, tous titres confondus (sauf celui de duc traditionnellement conféré aux anciennes familles souveraines qui conservaient donc une préséance) tandis que leur hiérarchie dépendait des hommages. Pourtant, le XIXe siècle inventa une hiérarchie nobiliaire divergente, la dignité de comte y est conçue comme précédée de celles de duc et de marquis et suivie par celles de vicomte, vidame et de baron.  
Ces représentations hiérarchiques diffèrent non seulement dans le temps, mais également d'un pays à l'autre. Par exemple, la noblesse autrichienne considère le titre de Graf / comte comme le second rang le plus élevé de sa hiérarchie nobiliaire, suivant immédiatement celui de Fürst / prince, tous deux constituant la Haute Noblesse de l'Empire (Hoher Adel).

## Histoire du titre européen
Sous le règne d'Auguste, on voit des sénateurs choisis pour leur conseil porter le nom de comites Augusti. Être comte sous l'Empire romain, c'est détenir une charge publique non héréditaire, recouvrant des responsabilités civiles et militaires variables selon le contexte et les époques.

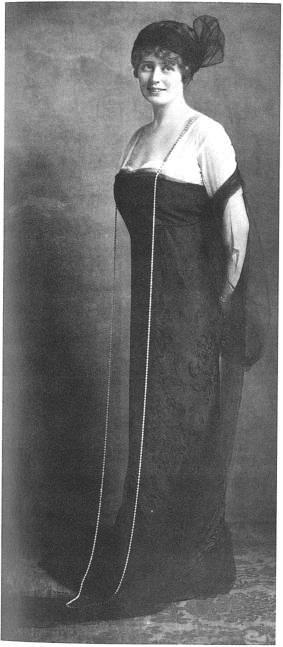
Une jeune comtesse issue de la famille autrichienne des Schönborn posant pour une photo artistique, 1912.

Au Ve siècle, apparaît le comes civitatis, qui réunit les deux compétences sur un plan plus localisé.
Les rois des Francs ont repris et développé le système comtal romain. Le rayon géographique de son autorité resta limité à une seule civitas et celle-ci garde souvent l’étendue qu’elle avait au début de la Gaule romaine, à savoir le territoire de l’ancienne civitas celtique,. C’est à l'époque franque que l'on passe du comes civitatis romain au comitatus, le comté territorial franc qui s’adapte aux anciennes unités celtiques ; les pagenses servent sous leurs anciens noms de Turones, d’Andegavenses dans le contingent de leur comte au sein de l’armée du roi franc. L’alliance de la royauté franque avec l’aristocratie sénatoriale gallo-romaine catholique ne concerne pas seulement l’épiscopat des Gaules, mais aussi les comtes, chefs locaux de l’administration, issus de la même classe : dans une grande partie de la Gaule, les comtes n’étaient pas des Francs comme l’a montré Godefroid Kurth. Les rois ont d’ailleurs développé ce nouveau comitatus en le subdivisant, au VIe siècle, en différents pagi (pays) – jusqu’à quatre, six ou plus par civitas. Les comtes mérovingiens sont nommés par le roi et assurent les fonctions fiscales, militaires et judiciaires. L'un d'entre eux, appelé comte palatin (comes palatii), était chargé de rendre la justice dans le palais, ainsi que, en général, de juger les affaires où le prince avait intérêt (voir aussi maire du palais pour le premier d'entre eux).
Dans le nord-est de la Gaule franque, des pagi plus petits apparaissent dirigés par un grafio ; les porteurs de ce titre nouveau viennent derrière les comites dans la hiérarchie romano-franque. Indépendamment de cette nuance de titre, celui de grafio ayant disparu assez tôt, deux classes de comte se sont formées selon l’importance de leur territoire ; les uns sont responsables de toute une civitas, les autres d’un pagus plus petit.
Le comes civitatis, inaugurant la série des comtes de « comté » du royaume franc est à l’origine d’un réseau administratif qui préfigure les départements de la Révolution. Joseph Calmette rappela que le comte du IXe siècle est le préfet du régime (son autre titre étant d’ailleurs praefectus). La notion et l’institution comtale domineront l’Europe, du county anglais (et américain) au comitat des Hongrois et Polonais.
Sous les Carolingiens, ces offices tendent à devenir de plus en plus héréditaires. Du fait d'un affaiblissement du pouvoir royal, les pagi évoluent en comtés autonomes. De simples fonctionnaires révocables, les comtes s'approprient le titre, puis la fonction attachée à ce titre et le territoire sur lequel ils l'exercent, de manière héréditaire. Le capitulaire de Quierzy leur reconnait ce droit en (877). 
Un comte est alors le plus haut rang de la noblesse, les familles comtales médiévales possédaient la plus haute dignité de la noblesse française d'Ancien Régime.
En 1564, une ordonnance de Charles IX établit qu'en l'absence d'héritiers mâles, les comtés retourneraient à la couronne.
Depuis le XIXe siècle, le titre de comte n'est plus en France qu'une distinction honorifique, et qui ne confère aucun privilège.

## Cas particuliers
Il faut signaler trois charges comtales particulières : 
- celle du comte des « étables » (comes stabuli) qui donnera le terme « connétable » ;
- celle de comte palatin ;
- et celle de comtes du Saint-Empire (Reichsgraf) qui disposaient de la préséance sur tout autre noble dans les pays germaniques[Note 2] et en Italie. Cet usage avait également cours, mais uniquement par courtoisie, au sein des Cours étrangères.

Autre particularité, le comte Roger Ier de Sicile fut surnommé le « Grand Comte ».

## Représentation héraldique
| Allemagne | Danemark | Espagne  | Royaume de France | Royaume de France | Empire français |
| Italie    | Pays-Bas | Portugal | Royaume-Uni       | Suède             | Brésil          |

## Dans les pays européens

### Belgique
En Belgique, le titre de comte - comtesse pour une femme - se situe comme en France entre ceux de vicomte et de marquis. C'est le titre le plus élevé octroyé par le roi des Belges à un non-noble ou à une personne de moindre noblesse. Les titres supérieurs (marquis, duc et prince) ne sont en principe concédés qu'à des aristocrates dont la famille détenait déjà un tel titre avant l'indépendance de la Belgique (1830) ou plus généralement à des familles de noblesse étrangère admises dans la noblesse belge et déjà décorées dudit titre par un autre monarque.

## Saint-Empire romain germanique (1356-1806)
Les titres de noblesse du Saint-Empire romain germanique étaient Landmann, noble libre (Edelfrei) et chevalier impérial (Reichsritter), baron (Freiherr), comte (Graf), landgrave (Landgraf), margrave (Markgraf) et comte palatin (Pfalzgraf), ainsi que duc (Herzog), archiduc (Erzherzog) et grand-duc (Großherzog). La dénomination « prince » (Fürst) est un terme générique désignant les souverains des territoires immédiats. 

« Chapeau princier » des comtes régnants du Saint-Empire.

Sur ce plan, les comtes du Saint-Empire (Reichsgrafen) sont ceux qui recevaient leur fief directement de l'empereur. Ils faisaient partie des États impériaux ayant le privilège de préséance sur toute autre noblesse avec siège et droit de vote à le Diète d'Empire. 
Le titre de Reichsgraf était accordé par l'empereur, là aussi sans assise féodale, on parlait de « Comte de N. et du Saint-Empire ». Tous les enfants, même les filles, portent également le titre sous la forme « Comte prénom de N. ». Cette noblesse disparut en 1806 avec la dissolution du Saint-Empire par l'abdication de l'empereur François II et fut ensuite incorporée dans les monarchies européennes actuelles.

## Le comte dans la culture
Dans La Comédie humaine d'Honoré de Balzac, Claire de Beauséant est une vicomtesse qui apparaît notamment dans Le Père Goriot. Edmond Dantès devient le Comte de Monte-Cristo dans le roman éponyme d'Alexandre Dumas. Mais un des personnages fictifs les plus connus de comte est celui, initialement romanesque, mais passé au cinéma, du comte transylvain Dracula. Ses nombreux avatars, de Nosferatu à Dooku ont tous hérité de son titre. Un autre personnage de comte, plus scientifique et sympathique, appartient à la bande dessinée belge : c'est Pacôme de Champignac.